# Hosszúhullám

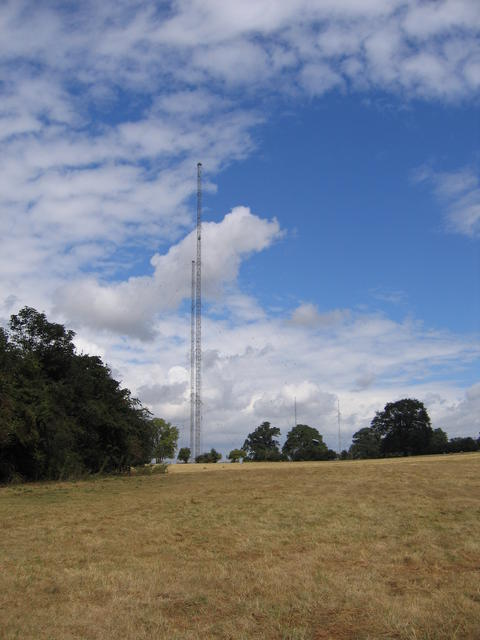
Hosszúhullámú antenna Droitwitch mellett

A hosszúhullámok (angolul longwave, jelölése: LW) olyan elektromágneses hullámok, melyek frekvenciája a 30–300 kHz, hullámhossza a 10–1 km tartományba esik. Emiatt olykor „kilométeres sáv”-nak is nevezik.
A hosszúhullámok felületi hullámok útján, a Föld görbületét követve (kellő adóteljesítmény esetén) nagy távolságra terjednek. (Például a Szovjetunió nagy területének besugárzásához hosszúhullámú adókat is használtak, ez az oka, hogy a hajdanán közismert Szokol zsebrádiók a hosszúhullámú sávot is vették.)
A hosszúhullám keletkezése alapján lehet mesterséges vagy természetes eredetű.
A hosszúhullámú vétel egyik problémaforrása az elektromos zaj, ami az elektromos készülékekből, villanymotorokból, nagyfeszültségű vezetékekből ered. Ezektől a berendezésektől sokszor 500-1000 méterre is el kell távolodni, ha például a Föld természetes eredetű rádióhangjait akarjuk hallani.
Hosszúhullámú természetes rádióforrás lehet bármely zivatarfelhő, az ionoszféra, a sarki fény és még számos más mechanizmus. A zivatarok során keletkező villámokat több száz km távolságból is érzékelni lehet.
A vétel erősségét javítja a nagy vízfelület, amely a tengerpartokra jellemző. Éjszaka akár több ezer km távolságból is lehetséges egyes adóállomások vétele. A vétel télen jobb, mint nyáron.

## Felhasználása

### 155 kHz alatt
Nem hatol át jól az ionoszférán, az elnyelődés túl nagy mértékű, még téli éjszakákon is. A jelek felületi hullámokon több ezer km-re is eljutnak, de ehhez nagy adóteljesítmény szükséges. Az 50 kHz alatti jelek még a tengervízbe is behatolnak, ezért a nagyobb államok hadseregei előszeretettel használják, elsősorban a tengeralattjárókkal való kommunikációra.

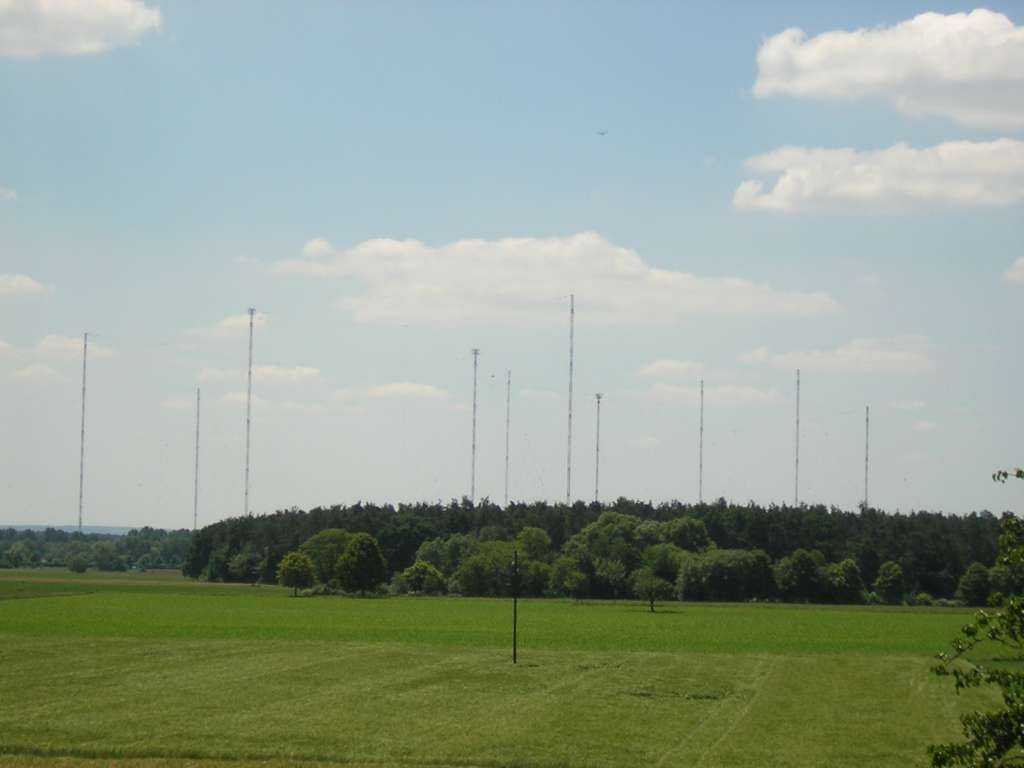
DCF77 adójának antennarendszere

Ebben a sávban üzemelnek a pontosidő-jelet kódolva sugárzó adók is (például a Németországban működő DCF77 adó (77,5 kHz), ami Magyarországon is jól fogható). További hasonló adók: 60 kHz: Anthorn, Egyesült Királyság; 60 kHz: WWVB, Fort Collins, Boulder, Colorado, USA; 40 kHz: JJY, Fukusima, Japán.

### Amatőr rádiózás
Magyarországon 135,7 és 137,8 kHz között a CEPT engedéllyel rendelkező rádióamatőrök használhatják legfeljebb 1 watt teljesítménnyel (másodlagos jelleggel).

### 150 és 175 kHz között
Az USA-ban a légierő „felületi terjedésű vészhálózata (GWEN)” csomagkapcsolt hálózatot üzemeltet ebben a sávban nukleáris háború esetén. Az adók jelenleg tartalék üzemmódban, de folyamatosan üzemelnek, jól megkülönböztethető a „reszelős, érdes” hangjuk.

### 155 és 281 kHz között
AM műsorszórásra használatos Európában és Ázsia egyes részein. Európában sok, nagy teljesítményű adó üzemel ebben a sávban (akár 1 megawatt, vagy még nagyobb adóteljesítménnyel). Ezek az adók képesek adásukkal még egy nagyobb országot is (mint Franciaország vagy Németország) lefedni 24 órán keresztül.
Bár ezen a frekvencián az ionoszférikus terjedés nem a legjobb, a nagy teljesítmény miatt az ilyen adók az óceán túlsó partjának partvidékén is jól hallhatók ősszel és télen, különösen a helyi napnyugtától 0600 UTC-ig.
Néhány hosszúhullámú adóállomás Oroszország ázsiai területéről jól hallható a USA Csendes-óceáni partvidékén is a helyi napkelte előtt 1 óráig.
A műsorszóró sávot 9 kHz-es lépésközzel osztották fel 153-tól 279 kHz-ig

### 160 és 190 kHz között
Az USA-ban ez a sáv nyitott az engedély nélküli kísérleti adások számára. Az adóteljesítményt azonban 1 wattban maximálják, a legnagyobb antennahossz (a betáplálási vonalat is beleértve) nem lehet több 20 méternél (50 láb). Bármilyen adási mód használható. Kedvező terjedési viszonyok esetén az ilyen lowfer állomás több száz km-ről is hallható.

### 200 és 430 kHz között
Elsősorban navigációs irányként használatos. Ezek az állomások folyamatosan ismételgetik Morzekódban a hívójelüket. Ezeket a hívójeleket másként értelmezik, mint a nemzetközi hívójeleket. A hívójel sokszor utal az állomás létesítési helyére. (például: "FT" a texas-i Fort Worth állomás hívójele, amely 365 kHz-en üzemel).

### Műsorszórás
A Brassó melletti Botfalu rádióadóját Marconi vezetésével 1933-ban építették, frekvenciája: 153 kHz (1875 m). A teljesítménye 1936-tól már 150 kW volt. 1965-től a teljesítményét 1200 kW-ra emelték egy Thomson-Houston gyártmányú adóval. 2003-tól ezt egy félvezetős adó váltotta fel, amelynek teljesítménye 200 kW (Radio Antena Satelor).
Brno mellett Topolná adója a 270 kHz-en sugároz 50 kW teljesítménnyel (ČRo Radiožurnál).
Bydgoszcz mellett a lengyel rádió műsorát a 225 kHz-en sugározzák 1000 kW teljesítménnyel (Polskie Radio Jedynka).

## Felosztása[6]
| ITU-1                                                                            | ITU-2                                                                                        | ITU-3                                                                          | Magyarország                                                                     |
| -------------------------------------------------------------------------------- | -------------------------------------------------------------------------------------------- | ------------------------------------------------------------------------------ | -------------------------------------------------------------------------------- |
| 20,05–70 kHz 1. ÁLLANDÓHELYŰ 2. TENGERI MOZGÓ                                    | 20,05–70 kHz 1. ÁLLANDÓHELYŰ 2. TENGERI MOZGÓ                                                | 20,05–70 kHz 1. ÁLLANDÓHELYŰ 2. TENGERI MOZGÓ                                  | 20,05–70 kHz 1. ÁLLANDÓHELYŰ 2. TENGERI MOZGÓ                                    |
| 70–72 kHz 1. RÁDIÓNAVIGÁCIÓ 5.60                                                 | 70–90 kHz 1. ÁLLANDÓHELYŰ 2. TENGERI MOZGÓ 3. TENGERI RÁDIÓNAVIGÁCIÓ 4. Rádiólokáció         | 70–72 kHz 1. RÁDIÓNAVIGÁCIÓ 5.60 2. Állandóhelyű 3. Tengeri mozgó 5.57         | 70–72 kHz 1. RÁDIÓNAVIGÁCIÓ 5.60                                                 |
| 72–84 kHz 1. ÁLLANDÓHELYŰ 2. TENGERI MOZGÓ 3. RÁDIÓNAVIGÁCIÓ                     | 70–90 kHz 1. ÁLLANDÓHELYŰ 2. TENGERI MOZGÓ 3. TENGERI RÁDIÓNAVIGÁCIÓ 4. Rádiólokáció         | 72–84 kHz 1. ÁLLANDÓHELYŰ 2. TENGERI MOZGÓ 3. RÁDIÓNAVIGÁCIÓ                   | 72–84 kHz 1. ÁLLANDÓHELYŰ 2. TENGERI MOZGÓ 3. RÁDIÓNAVIGÁCIÓ                     |
| 84–86 kHz 1. RÁDIÓNAVIGÁCIÓ                                                      | 70–90 kHz 1. ÁLLANDÓHELYŰ 2. TENGERI MOZGÓ 3. TENGERI RÁDIÓNAVIGÁCIÓ 4. Rádiólokáció         | 84–86 kHz 1. RÁDIÓNAVIGÁCIÓ 2. Állandóhelyű 3. Tengeri mozgó                   | 84–86 kHz 1. RÁDIÓNAVIGÁCIÓ                                                      |
| 86–90 kHz 1. ÁLLANDÓHELYŰ 2. TENGERI MOZGÓ 3. RÁDIÓNAVIGÁCIÓ                     | 70–90 kHz 1. ÁLLANDÓHELYŰ 2. TENGERI MOZGÓ 3. TENGERI RÁDIÓNAVIGÁCIÓ 4. Rádiólokáció         | 86–90 kHz 1. ÁLLANDÓHELYŰ 2. TENGERI MOZGÓ 3. RÁDIÓNAVIGÁCIÓ                   | 86–90 kHz 1. ÁLLANDÓHELYŰ 2. TENGERI MOZGÓ 3. RÁDIÓNAVIGÁCIÓ                     |
| 90–110 kHz 1. RÁDIÓNAVIGÁCIÓ 2. Állandóhelyű                                     | 90–110 kHz 1. RÁDIÓNAVIGÁCIÓ 2. Állandóhelyű                                                 | 90–110 kHz 1. RÁDIÓNAVIGÁCIÓ 2. Állandóhelyű                                   | 90–110 kHz 1. RÁDIÓNAVIGÁCIÓ 2. Állandóhelyű                                     |
| 110–112 kHz 1. ÁLLANDÓHELYŰ 2. TENGERI MOZGÓ 3. RÁDIÓNAVIGÁCIÓ                   | 110–130 kHz 1. Rádiólokáció                                                                  | 110–112 kHz 1. ÁLLANDÓHELYŰ 2. TENGERI MOZGÓ 3. RÁDIÓNAVIGÁCIÓ                 | 110–112 kHz 1. ÁLLANDÓHELYŰ 2. TENGERI MOZGÓ 3. RÁDIÓNAVIGÁCIÓ                   |
| 112–115 kHz 1. RÁDIÓNAVIGÁCIÓ                                                    | 110–130 kHz 1. Rádiólokáció                                                                  | 112–117,6 kHz 1. RÁDIÓNAVIGÁCIÓ 2. Állandóhelyű 3. Tengeri mozgó               | 112–115 kHz 1. RÁDIÓNAVIGÁCIÓ                                                    |
| 115–117,6 kHz 1. RÁDIÓNAVIGÁCIÓ 2. Állandóhelyű 3. Tengeri mozgó                 | 110–130 kHz 1. Rádiólokáció                                                                  | 112–117,6 kHz 1. RÁDIÓNAVIGÁCIÓ 2. Állandóhelyű 3. Tengeri mozgó               | 115–117,6 kHz 1. RÁDIÓNAVIGÁCIÓ 2. Állandóhelyű 3. Tengeri mozgó                 |
| 117,6–126 kHz 1. ÁLLANDÓHELYŰ 2. TENGERI MOZGÓ 3. RÁDIÓNAVIGÁCIÓ                 | 110–130 kHz 1. Rádiólokáció                                                                  | 117,6–126 kHz 1. ÁLLANDÓHELYŰ 2. TENGERI MOZGÓ 3. RÁDIÓNAVIGÁCIÓ               | 117,6–126 kHz 1. ÁLLANDÓHELYŰ 2. TENGERI MOZGÓ 3. Rádiónavigáció                 |
| 126–129 kHz 1. RÁDIÓNAVIGÁCIÓ                                                    | 110–130 kHz 1. Rádiólokáció                                                                  | 126–129 kHz 1. RÁDIÓNAVIGÁCIÓ 2. Állandóhelyű 3. Tengeri mozgó                 | 126–129 kHz 1. RÁDIÓNAVIGÁCIÓ                                                    |
| 129–130 kHz 1. ÁLLANDÓHELYŰ 2. TENGERI MOZGÓ 3. RÁDIÓNAVIGÁCIÓ                   | 110–130 kHz 1. Rádiólokáció                                                                  | 129–130 kHz 1. ÁLLANDÓHELYŰ 2. TENGERI MOZGÓ 3. RÁDIÓNAVIGÁCIÓ                 | 129–130 kHz 1. ÁLLANDÓHELYŰ 2. TENGERI MOZGÓ 3. RÁDIÓNAVIGÁCIÓ                   |
| 130–135,7 kHz 1. ÁLLANDÓHELYŰ 2. TENGERI MOZGÓ                                   | 130–135,7 kHz 1. ÁLLANDÓHELYŰ 2. TENGERI MOZGÓ                                               | 130–135,7 kHz 1. ÁLLANDÓHELYŰ 2. TENGERI MOZGÓ 3. RÁDIÓNAVIGÁCIÓ               | 130–135,7 kHz 1. ÁLLANDÓHELYŰ 2. TENGERI MOZGÓ                                   |
| 135,7–137,8 kHz 1. ÁLLANDÓHELYŰ 2. TENGERI MOZGÓ 3. Amatőr                       | 135,7–137,8 kHz 1. ÁLLANDÓHELYŰ 2. TENGERI MOZGÓ 3. Amatőr                                   | 135,7–137,8 kHz 1. ÁLLANDÓHELYŰ 2. TENGERI MOZGÓ 3. RÁDIÓNAVIGÁCIÓ 4. Amatőr   | 135,7–137,8 kHz 1. ÁLLANDÓHELYŰ 2. TENGERI MOZGÓ 3. Amatőr                       |
| 137,8–148,5 kHz 1. ÁLLANDÓHELYŰ 2. TENGERI MOZGÓ                                 | 137,8–160 kHz 1. ÁLLANDÓHELYŰ 2. TENGERI MOZGÓ                                               | 137,8–160 kHz 1. ÁLLANDÓHELYŰ 2. TENGERI MOZGÓ 3. RÁDIÓNAVIGÁCIÓ               | 137,8–148,5 kHz 1. ÁLLANDÓHELYŰ 2. TENGERI MOZGÓ                                 |
| 148,5–255 kHz 1. MŰSORSZÓRÁS                                                     | 137,8–160 kHz 1. ÁLLANDÓHELYŰ 2. TENGERI MOZGÓ                                               | 137,8–160 kHz 1. ÁLLANDÓHELYŰ 2. TENGERI MOZGÓ 3. RÁDIÓNAVIGÁCIÓ               | 148,5–255 kHz 1. MŰSORSZÓRÁS                                                     |
| 148,5–255 kHz 1. MŰSORSZÓRÁS                                                     | 160–190 kHz 1. ÁLLANDÓHELYŰ                                                                  | 160–190 kHz 1. ÁLLANDÓHELYŰ 2. Légi rádiónavigáció                             | 148,5–255 kHz 1. MŰSORSZÓRÁS                                                     |
| 148,5–255 kHz 1. MŰSORSZÓRÁS                                                     | 190–200 kHz 1. LÉGI RÁDIÓNAVIGÁCIÓ                                                           |                                                                                | 148,5–255 kHz 1. MŰSORSZÓRÁS                                                     |
| 148,5–255 kHz 1. MŰSORSZÓRÁS                                                     | 200–275 kHz 1. LÉGI RÁDIÓNAVIGÁCIÓ 2. Légi mozgó                                             | 200–285 kHz 1. LÉGI RÁDIÓNAVIGÁCIÓ 2. Légi mozgó                               | 148,5–255 kHz 1. MŰSORSZÓRÁS                                                     |
| 255–283,5 kHz 1. MŰSORSZÓRÁS 2. LÉGI RÁDIÓNAVIGÁCIÓ                              | 200–275 kHz 1. LÉGI RÁDIÓNAVIGÁCIÓ 2. Légi mozgó                                             | 200–285 kHz 1. LÉGI RÁDIÓNAVIGÁCIÓ 2. Légi mozgó                               | 255–283,5 kHz 1. MŰSORSZÓRÁS 2. LÉGI RÁDIÓNAVIGÁCIÓ                              |
| 255–283,5 kHz 1. MŰSORSZÓRÁS 2. LÉGI RÁDIÓNAVIGÁCIÓ                              | 275–285 kHz 1. LÉGI RÁDIÓNAVIGÁCIÓ 2. Légi mozgó 3. Tengeri rádiónavigáció (rádió-irányadók) | 200–285 kHz 1. LÉGI RÁDIÓNAVIGÁCIÓ 2. Légi mozgó                               | 255–283,5 kHz 1. MŰSORSZÓRÁS 2. LÉGI RÁDIÓNAVIGÁCIÓ                              |
| 283,5–315 kHz 1. LÉGI RÁDIÓNAVIGÁCIÓ 2. TENGERI RÁDIÓNAVIGÁCIÓ (rádió-irányadók) | 283,5–285,3 kHz 1. LÉGI RÁDIÓNAVIGÁCIÓ 2. TENGERI RÁDIÓNAVIGÁCIÓ                             | 200–285 kHz 1. LÉGI RÁDIÓNAVIGÁCIÓ 2. Légi mozgó                               |                                                                                  |
| 283,5–315 kHz 1. LÉGI RÁDIÓNAVIGÁCIÓ 2. TENGERI RÁDIÓNAVIGÁCIÓ (rádió-irányadók) | 285–315 kHz 1. LÉGI RÁDIÓNAVIGÁCIÓ 2. TENGERI RÁDIÓNAVIGÁCIÓ (rádió-irányadók)               | 285–315 kHz 1. LÉGI RÁDIÓNAVIGÁCIÓ 2. TENGERI RÁDIÓNAVIGÁCIÓ (rádió-irányadók) | 285,3–285,7 kHz 1. LÉGI RÁDIÓNAVIGÁCIÓ 2. TENGERI RÁDIÓNAVIGÁCIÓ                 |
| 283,5–315 kHz 1. LÉGI RÁDIÓNAVIGÁCIÓ 2. TENGERI RÁDIÓNAVIGÁCIÓ (rádió-irányadók) | 285–315 kHz 1. LÉGI RÁDIÓNAVIGÁCIÓ 2. TENGERI RÁDIÓNAVIGÁCIÓ (rádió-irányadók)               | 285–315 kHz 1. LÉGI RÁDIÓNAVIGÁCIÓ 2. TENGERI RÁDIÓNAVIGÁCIÓ (rádió-irányadók) | 285,7–315 kHz 1. LÉGI RÁDIÓNAVIGÁCIÓ 2. TENGERI RÁDIÓNAVIGÁCIÓ (rádió-irányadók) |